# Montgallet
Montgallet – stacja linii nr 8 metra  w Paryżu. Stacja znajduje się w 12. dzielnicy Paryża.  Została otwarta 5 maja 1931 r.